# Szlovákia vasúti közlekedésének története

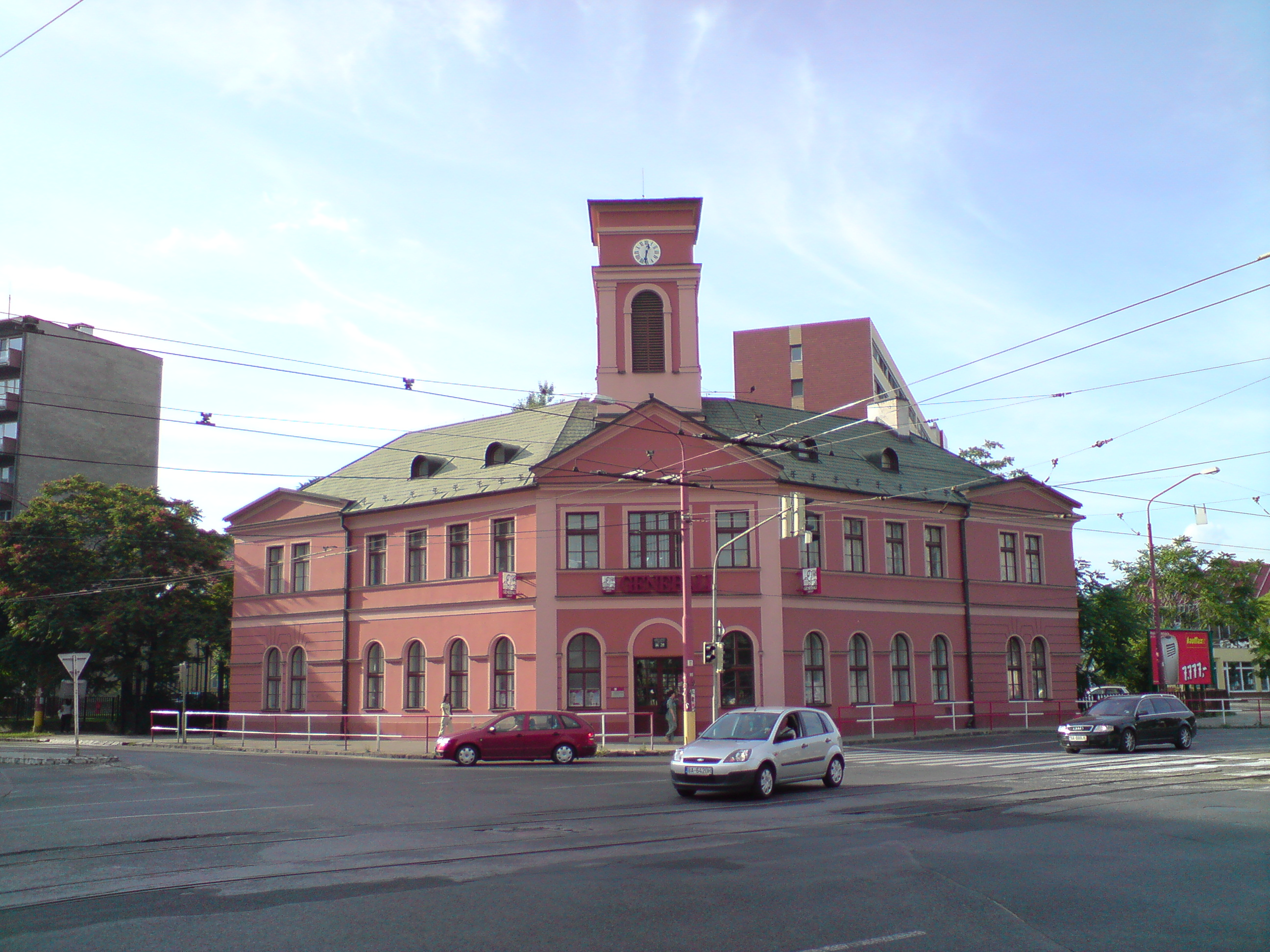
Az egykori vasútállomás épülete Pozsonyban

A mai Szlovákia területén a vasúti közlekedés története egészen 1836 novemberéig nyúlik vissza. Ekkor határozták el a Pozsony és Nagyszombat (később Szered) között húzódó lóvasúti vonal építését. Ezt a szakaszt 1840. szeptember 27-én helyezték üzembe. Az első valódi vasút 1848. augusztus 20-án indult Pozsony - Marchegg - Gänserndorf - Bécs között. A vasúthálózat egészen 1966-ig töretlenül fejlődött, előbb az Osztrák-Magyar Monarchia, majd Csehszlovákia területén. Azt követően lassú hanyatlás figyelhető meg. Az Európai Unió általi részbeli finanszírozás ellenére is veszteséges a szlovák vasúti közlekedés, számos vonalat bezártak, illetve szüneteltetik rajta a közlekedést, de a megmaradt hálózat stabilnak tekinthető.

## Mérföldkövek

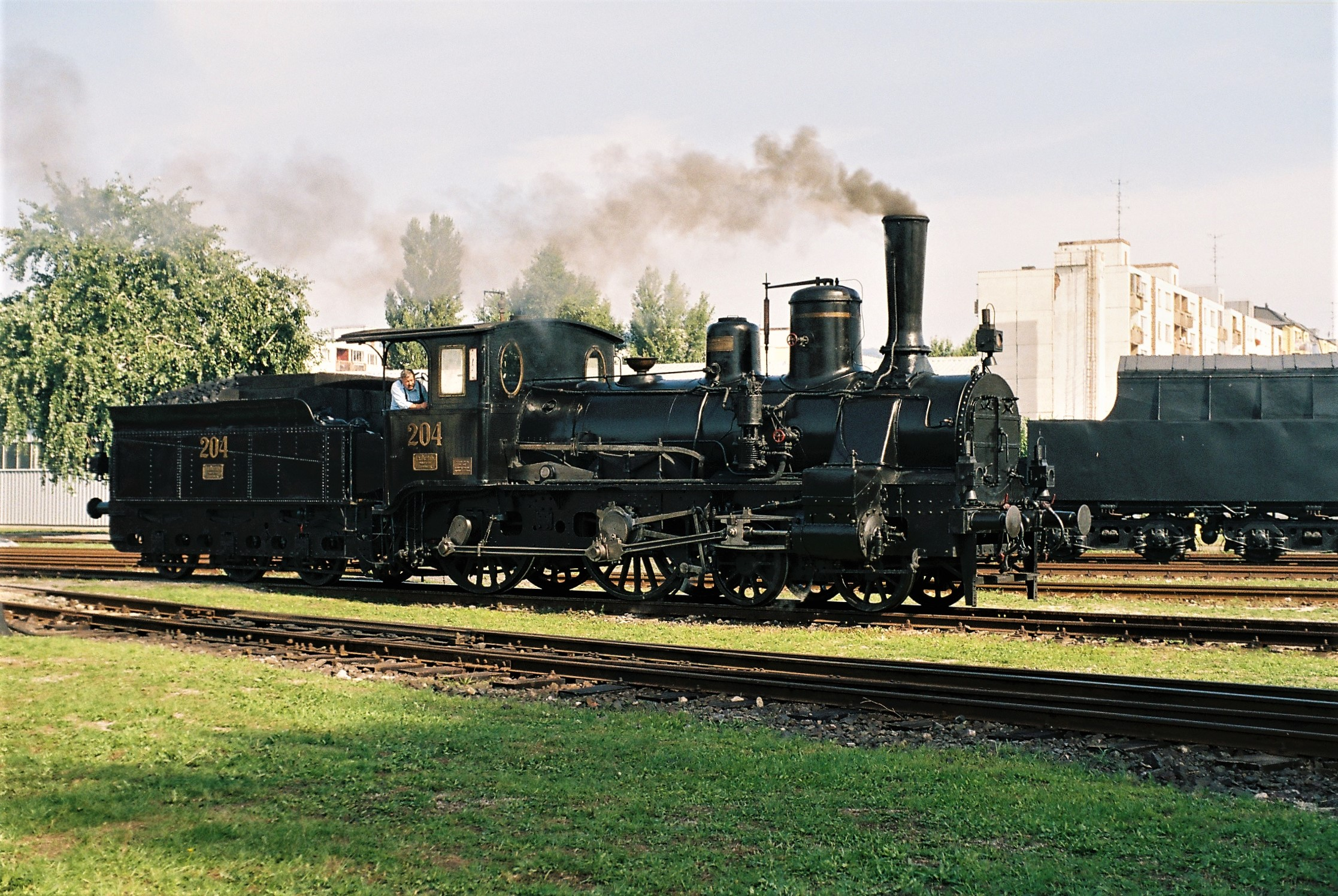
A Kassa–Oderbergi Vasút által használt egyik első gőzmozdony

- 1840. szeptember 27.: megindul a Pozsony és Szentgyörgy közötti 15,5 km-es szakaszon a lóvontatású vasút. Szlovákia és az akkori Magyarország területén ez volt az első vasútvonal.

- 1848. augusztus 20.: Bécs felől megérkezik Pozsonyba az első gőzvontatású vonat. A mai Szlovákia területén ez az első valódi vasútvonal.
- 1850. december 16.: elkészül a Budapest - Pozsony - Bécs vasútvonal.
- 1860. augusztus 14.: a Tiszavidéki Vasút vonala eléri Kassa városát.
- 1871. június 18.: üzembe helyezik a Budapest - Salgótarján - Zólyom vonalat (amit 1872-ben bekötnek Ruttka felé a Kassa-Oderbergi Vasút hálózatába)
- 1872: elindul a Kassa-Oderbergi Vasút 368 km-es hálózaton.
- 1873. május 1.: Nagyszombat is bekapcsolódik a vasúti közlekedésbe
- 1873. augusztus: Felsőbesenyő és Selmecbánya között megindul a keskeny nyomközű vasúti közlekedés
- 1874. május 31.: megindul a vasúti forgalom Magyarország és Galícia között a Tiszavidéki Vasút vonalán, Homonna - Mezőlaborc - Halics útirányon, a łupkówi hágón keresztül.
- 1876. augusztus 18.: Orló és Muszyna között elkészül az összeköttetés, így megvalósul a közvetlen kapcsolat Kassa és a lengyel területen lévő Tarnów között.
- 1883. november 1.: elkészül a Pozsony - Zsolna vonal
- 1920. június 4.: a trianoni békeszerződés értelmében a frissen alakult Csehszlovákia megszerzi az egykori Osztrák-Magyar Monarchia vasútvonalainak egy részét. Több vonal a határmegállapítások során is döntő tényező volt.
- 1938-1944: Gömör-áttörés néven összekötő vasútvonal építésébe kezdenek, melyet végül a második világháború eseményei miatt félbehagynak.
- 1955. január 23.: a Torna - Rozsnyó szakasz megépítésével létrejön a magyar-csehszlovák határ mentén húzódó vasútvonal utolsó, még hiányzó szakasza.
- 1955. november 5.: megnyílik a kétvágányú Zsolna - Kassa - Tiszacsernyő - Csap (Szovjetunió) vasútvonal, melyet 1962-ig teljes egészében villamosítanak.
- 1980: a gőzvontatás vége Csehszlovákiában
- 1993: Csehszlovákia megszűnése után Szlovákia és a szlovák állami vasúttársaság örökli meg az ország területén található vasútvonalakat.

## Az első vasútvonalak
A XIX. század első felében a Habsburg Birodalom részét képező Magyar Királyságban egyre nagyobb gondot okozott az utak rossz állapota. Új, hatékonyabb és gyorsabb közlekedési módok kidolgozására volt szükség. A legelső tervek 1829-ben Galíciában készültek, Franz Xavier Riepl által, de ezek akkor csak a tervek szintén maradtak. Az igazi áttörés 1836-ban történt, amikor a bécsi Rothschild báró építési koncessziós jogot szerzett. A vonal Bécsből indult, Břeclav, Lipník nad Bečvou irányába Oderbergig, ahonnét közvetlen kapcsolatot kapott Krakkó irányába. Ehhez a vonalhoz hamarosan újabb és újabb ágak csatlakoztak: Brno, Olmütz, Prága és Opava felé, valamint elindult Pozsonyon át Budapest felé is az építkezés. Ez a rész 1848-ban készült el teljesen.
Az Északi Vasút építkezését a mai nyugat-szlovákiai területen élő földbirtokosok és erdőtulajdonosok fenyegetőnek érezték, ezért elhatározták, hogy saját vállalatot alapítanak hasonló tevékenység folytatására. Szándékuk az volt, hogy öt szabad királyi város összekötésével lóvasutat hoznak létre Pozsony és Nagyszombat között, hogy termékeiket ezen az útvonalon szállíthassák. Az első szakaszt 1840-ben adták át, mely Szentgyörgyig tartott, Nagyszombat helyett azonban végül csak Szeredig jutottak.
Hamarosan felismerték a vasút gazdasági és katonai stratégiai jellegét, és a főbb ipari-mezőgazdasági központok összekötésére szolgáló vonalak elkezdtek kiépülni. Fontos volt a Monarchia egyes területeinek összekötése, ezt a célt szolgálta a Tiszavidéki Vasút kelet-magyarországi terjeszkedése, mely Pestet kötötte össze a Fekete-tenger vidékével. 1860-ban a vasút elérte Kassát, és hamarosan észak felé folytatódott.
A vasúti kocsik és vontatójárművek a szlovák területen lévő szakaszokon Svájcban, Németországban, és a Monarchia területén készültek, míg a vasúti síneket és az alépítményt helyben állították elő. A talpfák tölgyfából, esetleg fenyőből készültek, az aljzat pedig bazalt-töltésre épült. Az elágazásoknál és kitérőknél később kezdték el alkalmazni a váltókat. Az első hidak kőből és fából készültek, az acélszerkezetű hidak az ország területén csak az 1950-es évektől épültek. Az első alagút 1848-ban épült a pozsonyi vonalon, osztrák módszer alapján. Az állomásépületek és az infrastruktúra ekkor még nem volt egységes, a különféle vasúttársaságok egyedi jellegeit hordozták magukon, és ezek a vállalatok a saját módszereik alapján képezték a vasutasokat.
Az 1860-as évek gazdasági válsága és politikai bizonytalansága miatt megállt a fejlődés, de csak egy időre, amikor az osztrák-porosz háború megmutatta a vasutak katonai szempontú fontosságát, a fejlődés ismét megindult. Az új vonalak építéséhez a Monarchia nagy kedvezményeket biztosított. Az osztrák-magyar kiegyezéskor 1867-ben külön közeledési minisztérium alakult ennek érdekében. A fő cél a Magyarország területén lévő vonalak fejlesztése és az osztrák hálózattól való függetlenség volt. Az első koncepció, melyet Mikó gróf terjesztett elő, 4820 km új vaspálya építéséről szólt, és ebből 888 km vasút esett a mai Szlovákia területére. Ez azt jelentette, hogy 1868-1873 között kiterjedt hálózat jött létre a Kárpátok lábáig húzódva. Ekkor épült a Kassa - Zsolna - Oderberg vasút, a Magyar Északi Vasút Pest - Fülek - Losonc - Zólyom - Ruttka vonala, a Homonna - Mezőlaborc - Halics vonal, és a Kassa - Alsómihályi - Sátoraljaújhely - Csap vonal, a Pozsony - Trencsén vonal, az Eperjes - Orló - Tarnów vonal, a Komárom - Érsekújvár - Nyitra - Trencsén vonal, és a Fülek - Pelsőc - Dobsina, valamint a Feled - Tiszolc szakaszok.
Ettől az időponttól kezdve kezdtek el jobb minőségű síneket használni, és megjelentek a vasszerkezetű hidak is. Ahol alagutat kellett építeni, azt osztrák módszerrel, dinamitos robbantással végezték. Egységesültek az állomási épületek is. A XIX. század végén a technikai fejlődésnek köszönhetően (fékezőrendszerek és biztosítóberendezések) egyre nőtt a teherforgalom. 1887-ben a vonatok maximális megengedett sebességét 90 km/h, 1907-ben 120 km/h sebességre emelték. Az első világháború idején a karbantartás hiánya és a csökkenő anyagi ráfordítások miatt a hálózat állapota romlani kezdett. Az újabb gazdasági válságok miatt már egyre kevésbé érte meg nagyvasúti pályát építeni és vasúttársaságot üzemeltetni, így az 1873-ban alakult Magyar Államvasutak szép lassan megszerezte és állami kézbe vette a vonalakat. A magántőke a gazdaságosabb és könnyebben fenntartható keskeny nyomközű pályák felé fordult. Ezek között már villamosított vonalak is megjelentek, melyeken motorkocsikat üzemeltettek. Az első világháború végén, az Osztrák-Magyar Monarchia felbomlásakor fennálló vasúthálózat, mely a mai Szlovákia területén található, lényegében megegyezik a maival.

## Csehszlovák Vasutak
A Monarchia felbomlása és Csehszlovákia megalakulása drasztikus változásokat okozott a vasúti közlekedésben. Ugyanis a korábban kiépült hálózatok jellemzően sugaras szerkezetűek voltak, azaz Bécs és Budapest központ köré szerveződtek. A két város azonban a határok meghúzásával eltűnt, mint vonzáskörzet, és ekkor derült ki, hogy kelet-nyugati irányban alig-alig van összeköttetés. További problémát jelentett a szakképzett vasúti személyzet hiánya, különösen Szlovákiában. A frissen létrejött Csehszlovák Vasutak (ČSD) prágai és pozsonyi központtal látott neki az újjászervezésnek, a prágai vasútügyi minisztérium vezetésével.
Szlovákia területén a helyi vasútvonalak jelentős része magánkézben volt. Az állam fokozatosan átvette őket, és ezzel egy időben elkezdték a hiányzó vasúti összeköttetések kiépítését. Nyugat felé ekkor létesült a Pozsony - Dévényújfalu - Jókút - Malacka - Břeclav összeköttetés a cseh területekkel, valamint a Vágújhely - Veselí nad Moravou,és a  a Puhó - Horní Lideč vonal. A középső országrészben a Privigye - Felsőstubnya, a Vereskő - Margitfalva, a Garamkovácsi - Újvároska, és a Turócdivék - Besztercebánya szakaszok épültek ki. Keleten a Bánóc - Nagykapos, valamint a hiányzó Zólyom - Korpona összeköttetés valósult meg. Az új összeköttetéseknek hála fejlődött az árufuvarozás, és a személyszállításban is nőtt a vasúti forgalom aránya.
A személyforgalomban jelentős volt a motorkocsik aránya. Ezek eleinte kezdetleges kéttengelyes járművek voltak, majd megjelentek a négytengelyesek is, főként a fővonali közlekedésben. Eleinte faszerkezetűek voltak, majd a sokkal strapabíróbb és megbízhatóbb acélvázas szerkezetre tértek át. A Western-Electric és a Siemens berendezéseinek segítségével a biztosítóberendezéseket is modernizálták. A hidaknál egyre többször használták a vasbetont, és a funkcionalizmus - konstruktivizmus egyre gyakoribb stílusjeggyé vált.
Az ígéretes fejlődésnek a müncheni egyezmény és az első bécsi döntés vetettek véget. Számos fontos vasúti kapcsolat megszakadt a területi elcsatolások miatt, például a Pozsony és Prága közötti közvetlen összeköttetés is. Emellett több helyen a vasúti járművek,a személyzet, és az infrastruktúra is a módosított határok túloldalára került. Annak érdekében, hogy megoldást találjanak, megállapodásokat kötöttek a vasútvonalak péage-forgalomban való használatára, ahol pedig ez végképp nem volt megoldás, ott a közúti fuvarozásra tértek át.

### A Szlovák Állam időszaka
1939.március 14-én létrejött a Szlovák Állam, és ezzel ténylegesen megszűnt Csehszlovákia. A vasutakért a pozsonyi Közlekedési és Közmunkaügyi Minisztérium irányítása alatt álló Szlovák Vasutak (SŽ) lett felelős. A megcsonkított hálózat helyreállítása és az új kapcsolatok megteremtése lett az elsődleges feladat. Ennek érdekében Losonc és Alsómihályi között elkezdődött az új déli összeköttetés megtervezése 1939-1940 között. Intenzív vasútépítési munka kezdődött Kapi és Őrmező között, valamint Pozsonyalmás - Detrekőszentmiklós, Nagyszabos - Lubény, valamint Nagyrőce és Tiszolc között. Később Podolin és Orló, majd Felsőbesenyő és Selmecbánya között is kapcsolat létesült. Egy jelentős, de végül befejezetlenül maradt projekt volt az úgynevezett Gömör-áttörés, ami Dél-Szlovákia középső részein teremtette volna meg a hiányzó kapcsolatot a hálózat elemei között, de részben a költségek, részben az okafogyottság miatt ezt nem fejezték be.
A személy- és áruszállítás mellett kiemelt fontosságú volt a hadászati célokra való hasznosíthatóság. A katonavonatok mellett megjelentek a turisztikai célú vonatok is. Szomorú történelmi mementó, hogy 1942-től megindult a hálózaton a zsidóság tömeges deportálása.
1944 augusztusában, ahogy a Szlovák Nemzeti Felkelés zászlót bontott, az ország általuk uralt területein de facto kormányzati szervként működött. A szervezet Zólyom központtal irányította a vasúti közlekedést az általa uralt területeken. A felkelők és a náci Németország harcai, valamint az ország területére érkező szovjet csapatokkal szembeni ellenállás súlyos károkat okozott. Számos hidat felrobbantottak, az alagutakat beomlasztották, és főként a Szovjetunióba hurcolták a gördülőállomány egy részét. 

### Az újraegyesülés után
A második világháború végeztével Csehszlovákia újraegyesült. Elsődleges feladat volt a sérült hálózat helyreállítása, és a fővonalakon a forgalom felvétele. 1947-re ez többé-kevésbé sikerült. 1948-ban a kommunista államcsínyt követően a vasút is keleti orientációt vett fel: határozat született arról, hogy Zsolna és Tiszacsernyő (akkor még csak Ágcsernyő, az előbbi település épp e vonal hatására jött létre) között ki kell építeni egy kétvágányú villamosított vonalat a Szovjetunió felé. Szádalmás térségében a Kassa - Zólyom kapcsolat biztosítása érdekében alagút létesült, Kishalom - Nagykürtös és Selmecbánya térségében pedig felélénkült a teherszállítás.
1960-ban Csehszlovákia hivatalosan is szocialista ország lett, az új alkotmány alapján pedig új vasúti törvényt hoztak létre. 1963-tól a szlovák vasutak fejlődése több irányt vett. A Kassai Vasműhöz széles nyomtávú pálya épült Tiszacsernyőtől, a Szovjetunió felé. A Csorba-tó melletti sívilágbajnokságra felújították a különleges fogaskerekű vasútvonalat, ami nagyban növelte a turizmust is. Villamosították a Jókút - Pozsony - Párkány közti vonalat, majd a Kassa - Pelsőc - Zólyom, az Újvároska - Garamkovácsi, és a Nagyszombat - Jókút vonalakat. Kétféle villamosítási rendszert használtak: nyugaton a nálunk is ismert 25000 kV-os váltóárammal, míg a keleti részeken a 3 kV-os egyenárammal. Ez bonyolult konstrukciójú többáramnemű mozdonyokat igényelt, és a villamosítás során más-más rendszerű alállomások kiépítését. Ezzel egy időben modernebb biztosítóberendezéseket építettek ki, és az ország összes állomását telefonos kapcsolattal látták el.
Szlovákia iparosítása jelentős hatással volt a közlekedésre, ami a személyszállítás arányának növekedését jelentette. A 70-es évekre a stagnálás volt a jellemző, bár ekkor is történtek fontos dolgok. 1980-ban megszűnt a gőzvontatás.
A bársonyos forradalom után 1990-ben megalakult a Csehszlovák Vasutak prágai és pozsonyi üzletága. Eddigre már elkezdődött a lassú hanyatlás. Egyfelől a pénzhiány miatt elhanyagolták a karbantartást és a fejlesztéseket, másrészt a szocialista tábor felvevőpiacainak a megszűnése és a nagyüzemek csődje miatt eleve csökkent az áruszállítás és a személyforgalom. Az önálló üzletágak 4 éves létezése alatt 40 százalékkal csökkent a teljesítmény.

## Szlovák Vasutak
1993. január 1-jén létrejött az önálló Szlovákia, és ezen belül a saját állami vasúttársaság (ŽSR). A cég alapvetően piaci alapon működött, emellett Szlovákiában újra lehetségessé vált a magánvasutak működtetése. Az első feladat az európai közlekedési folyosók rendbetétele volt. Megújult a Jókút - Pozsony - Párkány, a Zwardoń - Csaca - Zsolna, a Pozsony - Zsolna - Kassa vasútvonal, és a Köpcsény - Pozsonyligetfalu határátmenet.
A Csehszlovák Vasutak szétválásával a szlovák területen üzemelt gördülőállományt megkapta az új cég. A pálya sok helyen rossz állapotban volt, gyakorlatilag nem volt 140 km/h sebességnél nagyobb tempóra alkalmas vasútvonal, a hálózat hatoda pedig különösen rossz állapotban volt. Észak-déli irányban nem volt villamosított vonal, ami a nemzetközi kapcsolatot nehezítette. Ezért 1995-ben és 1996-ban is kormányhatározat született a hiányosságok mielőbbi orvoslására. A Pozsony - Kassa vonal elsődleges prioritást kapott, akárcsak a hozzá kapcsolódó vonalak. A Siemens segítségével új, a nemzetközi forgalomra is alkalmas biztosítóberendezéseket telepítettek. Nagysurány és Zólyom, valamint Eperjes és Palocsa között villamosították a vasutat. Tiszacsernyő mellett új konténerterminál nyílt, és modernizálták a mellékvonali személyszállítás gerincét adó 810-es motorvonat-sorozatot.
2002-től a személyszállítási üzletág ŽSSK néven üzemelt tovább. A 2000-es évek végétől kezdve a mellékvonalakon szép lassan felhagytak a rendszeres személyforgalommal, alig néhány maradt meg rendszeres üzemmel. A tervek szerint 2019-től piaci alapon történő magánvasúti üzemeltetésre átadnák ezek egy részét koncesszióban.

## Fordítás
- Ez a szócikk részben vagy egészben  a   Dejiny železníc na Slovensku című szlovák Wikipédia-szócikk ezen változatának fordításán alapul.  Az eredeti cikk szerkesztőit annak laptörténete sorolja fel. Ez a jelzés csupán a megfogalmazás eredetét és a szerzői jogokat jelzi, nem szolgál a cikkben szereplő információk forrásmegjelöléseként.  -  Közlekedésportál
  -  Vasútportál